# Ciro Immobile
Ciro Immobile (Torre Annunziata, 20 februari 1990) is een Italiaans voetballer die doorgaans als aanvaller speelt. Hij verruilde Beşiktaş in juli 2025 voor Bologna. Immobile debuteerde in 2014 in het Italiaans voetbalelftal. 
Immobile werd viermaal topscorer van de Serie A. Toch wordt hij algemeen beschouwd als een van de meest onderschatte spitsen van zijn generatie.

## Clubcarrière

### Juventus
Immobile kwam op achttienjarige leeftijd bij Juventus terecht, nadat hij eerst zes jaar doorbracht in de jeugdopleiding van Sorrento. Hij debuteerde op 14 maart 2009 in het eerste team van Juventus, tegen Bologna. Dat jaar speelde hij ook zijn eerste wedstrijd in de Champions League. De club leende Immobile vervolgens driemaal uit. Op 1 juli 2010 werd Immobile samen met Luca Marrone uitgeleend aan Siena. In januari 2011 verliet hij Siena voor US Grosseto. Op 15 juli 2011 werd bekendgemaakt dat Immobile een jaar werd uitgeleend aan Pescara. In 37 wedstrijden voor deze club kwam Immobile 28 keer tot scoren en werd hij topscorer van de Serie B.

### Genoa
Op 18 juni 2012 tekende Immobile een driejarig contract bij Genoa. Genoa betaalde €4.000.000,- voor 50% van de transferrechten van de speler. Immobile maakte zijn eerste Serie A-doelpunt op 26 augustus 2012 tegen Cagliari. Op 16 september zette hij Genoa op voorsprong in een thuiswedstrijd tegen Juventus. Na rust scoorde Juventus drie keer, via Emanuele Giaccherini, Mirko Vučinić en Kwadwo Asamoah, waardoor het met 1–3 won. Op 12 juli 2013 kocht Juventus de helft van de transferrechten van Immobile die Genoa bezat terug voor €2.750.000,-. 

### Torino
Juventus verkocht die 50% meteen terug door aan Torino, waar hij tijdens het seizoen 2013/14 actief was. Juventus en Torino beschikten daarmee elk over de helft van de transferrechten van Immobile. Hij werd in het seizoen 2013/14 in het shirt van Torino topscorer van de Serie A met 22 doelpunten, twee meer dan nummer twee Luca Toni. Hij maakte dat jaar onder meer zijn eerste hattrick in zijn profcarrière, in een met 3–1 gewonnen wedstrijd in de Serie A thuis tegen Livorno. 

### Borussia Dortmund
Een kleine maand na afloop van het seizoen tekende hij een vijfjarig contract bij Borussia Dortmund, dat circa €20.000.000,- voor hem betaalde. Hier kwam hij in zijn eerste seizoen tot drie doelpunten in 24 competitiewedstrijden, drie in drie bekerwedstrijden en vier in zes wedstrijden in de UEFA Champions League. 

### Sevilla
Dortmund verhuurde Immobile in juli 2015 voor een jaar aan Sevilla FC, de nummer vijf van de Primera División in het voorgaande seizoen. Dat betaalde in januari 2016 €11.000.000,- om hem definitief over te nemen, maar verhuurde hem zelf direct voor de rest van het seizoen aan Torino. Sevilla verkocht Immobile in juli 2016 weer aan SS Lazio.

### Lazio
Nadat hij twee jaar tot weinig doelpunten kwam, begon Immobile bij Lazio weer te scoren. Hij maakte in zijn eerste seizoen bij de club 23 competitiegoals. Halverwege het seizoen 2017/18 bereikte zijn teller opnieuw de 20, onder meer door zijn tweede hattrick in zijn loopbaan, thuis tegen AC Milan. Immobile scoorde op 6 januari 2018 vier keer in één duel tijdens een met 2–5 gewonnen competitiewedstrijd uit bij SPAL. Voor Immobile betekende dit zowel de derde hattrick in zijn carrière als de eerste keer dat hij vier keer scoorde in één wedstrijd. Hij eindigde het seizoen 2017/18 met 29 competitiegoals, net als Mauro Icardi. Hiermee werden de twee gedeeld topscorer van de Serie A dat jaar. Immobile maakte dat jaar ook acht doelpunten in de Europa League, waaronder een hattrick tegen Steaua Boekarest.  
Het seizoen 2018/19 was minder productief met 15 goals. In het seizoen 2019/20 had hij na veertien wedstrijden al zeventien goals achter zijn naam. Hij maakte op 18 januari 2020 voor de vijfde keer in zijn profcarrière een hattrick, deze keer tijdens een met 5–1 gewonnen competitiewedstrijd thuis tegen Sampdoria. Immobile maakte op 23 februari 2020 uit bij Genoa zijn 27e doelpunt in de Serie A van het seizoen. Met 27 doelpunten in 25 speelronden evenaarde hij die dag een record uit 1959 van Antonio Angelillo. In de vier seizoenen van 2017/18 tot en met 2021/22 slaagde hij er drie keer in om meer dan 25 doelpunten te maken. In de vijf grootste competities van Europa, de Big 5, lukte dat verder alleen Lionel Messi, Robert Lewandowski en Cristiano Ronaldo. 

## Clubstatistieken
| Seizoen | Club              | Competitie       | Competitie | Competitie | Competitie | Beker | Beker | Beker | Internationaal | Internationaal | Internationaal | Totaal | Totaal | Totaal |
| Seizoen | Club              | Competitie       | Wed.       | Dlp.       | Ass.       | Wed.  | Dlp.  | Ass.  | Wed.           | Dlp.           | Ass.           | Wed.   | Dlp.   | Ass.   |
| ------- | ----------------- | ---------------- | ---------- | ---------- | ---------- | ----- | ----- | ----- | -------------- | -------------- | -------------- | ------ | ------ | ------ |
| 2008/09 | Juventus          | Serie A          | 1          | 0          | 0          | 0     | 0     | 0     | —              | —              | —              | 1      | 0      | 0      |
| 2009/10 | Juventus          | Serie A          | 2          | 0          | 0          | 1     | 0     | 0     | 1              | 0              | 0              | 4      | 0      | 0      |
| 2010/11 | → Siena           | Serie B          | 4          | 1          | 0          | 0     | 0     | 0     | —              | —              | —              | 4      | 1      | 0      |
| 2010/11 | → Grosseto        | Serie B          | 16         | 1          | 0          | 0     | 0     | 0     | —              | —              | —              | 16     | 1      | 0      |
| 2011/12 | → Pescara         | Serie B          | 37         | 28         | 6          | 0     | 0     | 0     | —              | —              | —              | 37     | 28     | 6      |
| 2012/13 | Genoa             | Serie A          | 33         | 5          | 3          | 1     | 0     | 0     | —              | —              | —              | 34     | 5      | 3      |
| 2013/14 | Torino            | Serie A          | 33         | 22         | 3          | 1     | 1     | 0     | —              | —              | —              | 34     | 23     | 3      |
| 2014/15 | Borussia Dortmund | Bundesliga       | 24         | 3          | 1          | 4     | 3     | 1     | 6              | 4              | 0              | 34     | 10     | 2      |
| 2015/16 | → Sevilla         | Primera División | 8          | 2          | 0          | 3     | 2     | 0     | 4              | 0              | 1              | 15     | 4      | 1      |
| 2015/16 | → Torino          | Serie A          | 14         | 5          | 4          | 0     | 0     | 0     | —              | —              | —              | 14     | 5      | 4      |
| 2016/17 | Lazio             | Serie A          | 36         | 23         | 3          | 5     | 3     | 2     | —              | —              | —              | 41     | 26     | 5      |
| 2017/18 | Lazio             | Serie A          | 33         | 29         | 8          | 5     | 4     | 0     | 9              | 8              | 1              | 47     | 41     | 9      |
| 2018/19 | Lazio             | Serie A          | 36         | 15         | 6          | 5     | 3     | 2     | 5              | 1              | 4              | 46     | 19     | 12     |
| 2019/20 | Lazio             | Serie A          | 37         | 36         | 8          | 3     | 1     | 0     | 4              | 2              | 0              | 44     | 39     | 8      |
| 2020/21 | Lazio             | Serie A          | 35         | 20         | 7          | 1     | 0     | 0     | 5              | 5              | 1              | 41     | 25     | 8      |
| 2021/22 | Lazio             | Serie A          | 31         | 27         | 3          | 2     | 1     | 0     | 7              | 4              | 1              | 40     | 32     | 4      |
| 2022/23 | Lazio             | Serie A          | 31         | 12         | 5          | 1     | 0     | 0     | 6              | 2              | 2              | 38     | 14     | 7      |
| 2023/24 | Lazio             | Serie A          | 31         | 7          | 1          | 4     | 0     | 0     | 8              | 4              | 0              | 43     | 11     | 1      |
| 2024/25 | Beşiktaş          | Süper Lig        | 30         | 15         | 4          | 3     | 2     | 0     | 8              | 2              | 0              | 41     | 19     | 4      |
| 2025/26 | Bologna           | Serie A          | 0          | 0          | 0          | 0     | 0     | 0     | 0              | 0              | 0              | 0      | 0      | 0      |
| TOTAAL  | TOTAAL            | TOTAAL           | 472        | 251        | 62         | 39    | 20    | 5     | 63             | 32             | 10             | 574    | 303    | 77     |

Bijgewerkt tot en met 23 juli 2025.

## Interlandcarrière
Immobile maakte op 25 maart 2009 zijn debuut in Italië –21, tegen Oostenrijk –21. Hij maakte zijn eerste doelpunt in zijn tweede optreden voor Italië –21, op 25 april 2012 tegen Schotland –21. Hij scoorde tegen Nederland –21 na een individuele actie, waarbij hij drie verdedigers dribbelend passeerde en de doelman versloeg met een lob. Immobile maakte in totaal tien doelpunten in veertien wedstrijden voor de Italiaanse jeugdselectie. Hij nam met de Italiaanse jeugdploeg (–21) deel aan het Europees kampioenschap –21 van 2013 in Israël, waar Jong Italië in de finale met 4-2 verloor van de leeftijdgenoten uit Spanje.
Immobile maakte op 5 maart 2014 onder leiding van bondscoach Cesare Prandelli zijn debuut in het Italiaans voetbalelftal, toen de ploeg met 1–0 verloor van toenmalig regerend wereld- en Europees kampioen Spanje in een oefeninterland in het Estadio Vicente Calderón in Madrid. Ook Gabriel Paletta maakte in die wedstrijd zijn debuut in de Italiaanse ploeg. Twee maanden later nam Prandelli Immobile op in de selectie voor het WK 2014, waarop hij meespeelde in de groepswedstrijden tegen Engeland (1–2 winst) en tegen Uruguay (0–1 verlies). Hij maakte op 4 september 2014 zijn eerste interlanddoelpunt. Hij schoot Italië toen op 1–0 in een met 2–0 gewonnen oefeninterland tegen Nederland. Immobile werd op 23 mei 2016 opgenomen in de selectie voor het EK 2016 in Frankrijk. Italië werd in de kwartfinale na strafschoppen uitgeschakeld door Duitsland. Immobile kwam in actie in de groepswedstrijden tegen België en Ierland.

## Erelijst
| Competitie        |         |            |         |         |
| Competitie        | Aantal  | Jaren      |         |         |
| Pescara           | Pescara | Pescara    | Pescara | Pescara |
| ----------------- | ------- | ---------- | ------- | ------- |
| Kampioen Serie B  | 1x      | 2011/12    |         |         |
| Borussia Dortmund |         |            |         |         |
| DFL-Supercup      | 1x      | 2014       |         |         |
| SS Lazio          |         |            |         |         |
| Coppa Italia      | 1x      | 2018/19    |         |         |
| Supercoppa        | 2x      | 2017, 2019 |         |         |
| Beşiktaş          |         |            |         |         |
| Turkse supercup   | 1x      | 2024       |         |         |

| Competitie | Winnaar | Winnaar | Runner-up | Runner-up | Derde  | Derde  |
| Competitie | Aantal  | Jaren   | Aantal    | Jaren     | Aantal | Jaren  |
| Italië     | Italië  | Italië  | Italië    | Italië    | Italië | Italië |
| ---------- | ------- | ------- | --------- | --------- | ------ | ------ |
| EK voetbal | 1x      | 2020    |           |           |        |        |

Individueel
- Topsorer Serie A: 2013/14 (22 doelpunten), 2017/18 (29 doelpunten), 2019/20 (36 doelpunten), 2021/22 (27 doelpunten)
- Topscorer Serie B 2011/12 (28 doelpunten)